# ルドルフ3世 (ザクセン選帝侯)

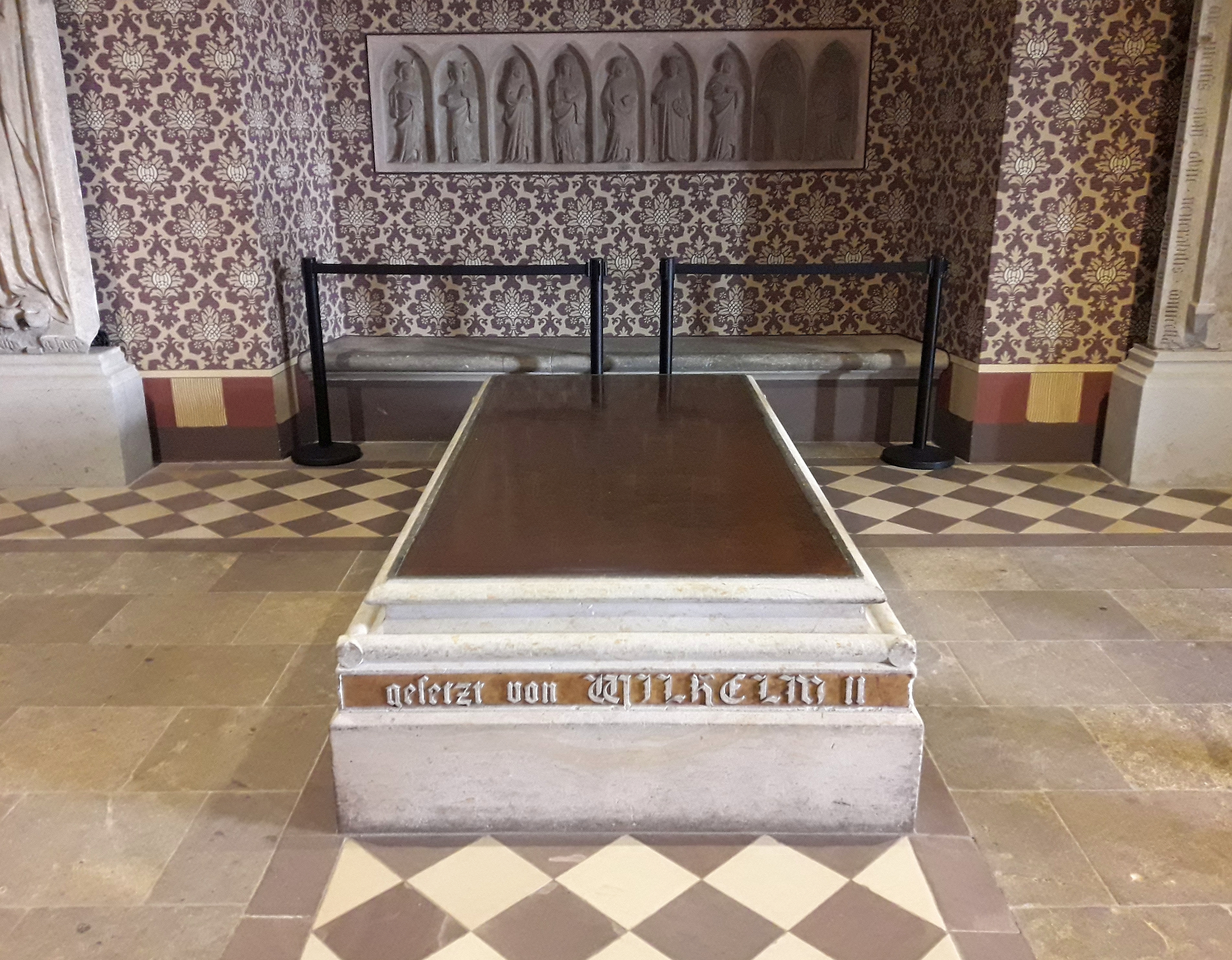
ヴィッテンベルク城内教会にあるザクセン＝ヴィッテンベルク家の墓

ルドルフ3世（Rudolf III., Kurfürst von Sachsen, 1373年ごろ - 1419年6月11日）は、アスカニア家のザクセン＝ヴィッテンベルク公、およびザクセン選帝侯（在位：1388年 - 1419年）。

## 生涯
ザクセン選帝侯ヴェンツェルの長男である。1388年に父ヴェンツェルが死去し、ザクセン＝ヴィッテンベルク公領を継承した。ルドルフ3世は、長期間にわたりマグデブルク大司教と対立関係にあった。また、ルドルフはヴィッテンベルク城内教会に多額の寄付を行った。
1419年、ルドルフはプラハで起こったプラハ窓外放出事件（フス戦争の契機となった）より起こったフス派の暴動を鎮めるためボヘミア王ヴェンツェルによりベーメンに派遣された。しかしそこでルドルフは恐らく毒殺により死去した。ヴィッテンベルクのフランシスコ会教会に埋葬された。19世紀末に遺骨が入った棺はヴィッテンベルク城内教会に移され、第二次世界大戦中にザクセン＝ヴィッテンベルク家の墓に合葬された。

## 子女
1387/9年に、マイセン辺境伯バルタザールの娘アンナ（1377年 - 1395年7月4日）と結婚した。また、1396年3月6日にレグニツァ公ルプレヒト1世の娘バルバラ（1435年5月17日没）と結婚した。2度の結婚により以下の子女をもうけた。
- ショラスティカ（1393年 - 1463年） - ジャガン公ヤン1世と結婚
- ルドルフ（1406年没）
- ヴェンツェスラス（1407年没）
- ジクムント（1407年）
- バルバラ（1405年 - 1465年） - ブランデンブルク＝クルムバッハ辺境伯ヨハンと結婚